# Ceylon Wallin
Karl Magnus Ceylon Wallin, född 2 oktober 1922 i Klintbol i Valö församling, Stockholms län, död 28 september 1984 i Gamla Uppsala församling, Uppsala län, var en svensk nyckelharpist som blev känd under 1970-talets folkmusikvåg. Tillsammans med brodern Henry Wallin spelade de låtar som de lärt sig efter sin far, spelmannen Albin Wallin. Ceylon Wallin var självlärd och skapade en egen spelstil och stråkföring. 1975 blev Wallin känd genom att bli avbildad på frimärke och 1982 blev han tilldelad Zornmärket i guld för sina insatser inom svensk folkmusik.
Hasse Gille var en av Wallins närmaste spelkamrater.

## Diskografi (i urval)
- 1971 - Snus, mus och brännvin — Skäggmanslaget
- 1972 - Roslagslåtar — med Henry Wallin